# 清水金一
清水 金一（しみず きんいち、本名雄三（のちに武雄）、1912年5月5日 - 1966年10月10日）は、日本のコメディアン、映画俳優である。浅草の軽演劇、およびトーキー初期を彩るミュージカル・コメディのスターとして知られる。愛称はシミキン。「ハッタースゾ！（ハッ倒すぞ!）」の流行語を生んだほか、「ミッタァナクテショーガネェ（みっともなくてしょうがない）」も有名なフレーズであった。

## 来歴・人物

### 戦前
山梨県甲府市に生まれる。
上京し、1928年（昭和3年）、16歳のときに、浅草オペラの一座を開いていた東京音楽学校声楽科出の清水金太郎に弟子入りし、清水金一を名乗る。このころ一座の女優嶺レイ子との間に1児をもうけている。師匠金太郎は榎本健一（エノケン）と「プペ・ダンサント」（Poupée dansante、「踊る人形」の意）を結成したが、1934年4月に死去、金一は榎本の師匠柳田貞一門下に入り、森川信らが大阪・千日前に結成したレヴュー劇団「ピエル・ボーイズ」に参加する。
1935年（昭和10年）夏、浅草に古川ロッパが開いた劇団「笑の王国」に参加、また、浅草オペラ館で堺駿二とのコンビで活躍、一躍軽演劇界のスターとなる。そのころ「シミキン」の愛称がつけられる。このころ元オペラ館の女優・柴野治子と結婚している。のちに3女をもうけた。
1940年（昭和15年）2月、東宝専属となって、5月15日に公開された『豪傑人形』をデビュー作として3本の映画に主演したが、これを機に相棒の堺が廃業してしまった。1942年5月、吉本興業の傘下に入り、堺を連れ戻し、田中実（後の田崎潤）を加えて、東京吉本の浅草花月劇場にて「新生喜劇座」を結成した。その後松竹に引き抜かれ、浅草公園六区の常盤座、そのとなりの金龍館だけでなく、新宿の「第一劇場」にも出演した。シミキンのギャグが小学生に大流行し、臨監席で検閲をしている憲兵を通じてマークされるが、シミキンはセリフの覚えが悪く、アドリブ連発でこそ生きるタイプの芸人であった。相変わらず舞台でしゃべりまくったので警察に連行され、金竜館の表には「清水金一、演技脱線のため休演」と貼り紙が出たという。第二次世界大戦の戦況が深刻化し、1945年（昭和20年）6月までは空襲のなかでも変わらずアチャラカの芸風を変えなかったため、時局にふさわしくないとして、官憲にいよいよマークされたという。

### 戦後
1945年8月15日敗戦、9月には新宿第一劇場で「新生喜劇座」を再開、11月には「清水金一一座」と改めた。また翌1946年（昭和21年）4月、エノケンプロダクションが東宝映画と提携して製作した映画に出演、5月には一座を解散した。同年8月松竹に移籍、「シミキン」の名を冠した主演映画に多く出演した。また、灰田勝彦や鶴田浩二、森川信と岸井明の「のらくらコンビ」、エノケンの映画にも出演している。1950年（昭和25年）からはフリーランスになり、東映東京撮影所作品に多く出演した。1951年、柴野と離婚、『シミ金の結婚選手』（1948年）で共演した松竹歌劇団出身の女優朝霧鏡子と結婚した。だが、戦後の新しい時代に芸が対応しきれずスランプに陥り、生来の傲慢な性格も災いして人気が下降する。
1961年2月、自殺未遂事件を起こす。同年再起してテレビ界に進出した。また戦前吉本興業に所属していたこともあって、この時期たびたび大阪の吉本新喜劇に客演として招かれている。
1966年（昭和41年）10月10日、自宅の廊下で転倒。脳内出血のため東京・渋谷区代々木富ヶ谷（現在の富ヶ谷）の自宅で死去。54歳没。浅草寺境内の「喜劇人の碑」にその名を残す。

## フィルモグラフィ
東宝映画
- 豪傑人形 1940年 - 清水瓢介 ※東京作品、デビュー作
- だんだら絵巻 1940年 - 金作 ※京都作品
- 電撃息子 1940年 - 新吉 ※京都作品
- さつまいも太平記 1940年 ※京都作品
- 蔦 1940年 ※東京作品
- 阿波の踊子 1941年 - 道八の旦那 ※京都作品
- 幸運の仲間 1946年 - 勘太 ※東宝・エノケンプロダクション提携作品

松竹大船撮影所
- 金ちゃんのマラソン選手 1946年 - 村川兼六
- シミキンの浅草の坊ちゃん 1947年 - 原金一
- 恥かしい頃 1947年 - 秋山義夫
- シミ金の結婚選手 1948年 - 秋山金太
- 弥次喜多凸凹道中 1948年 - 彌次郎兵衛
- シミ金の探偵王 1948年 - 村川金六
- シミ金のオオ!市民諸君 1948年 - 三村金八
- シミキンの拳闘王 1948年 - 村川金六、木島三郎
- 結婚狂時代 1948年 - 村川金六
- シミ金のスポーツ王 1949年 - 宇佐義金八
- シミキンの忍術凸凹道中 1949年 - 猿飛佐助

松竹京都撮影所
- 恋愛三羽烏 1949年 - 村川金一
- 頓珍漢桃色騒動 1950年 - 清水金六
- らくだの馬さん 1950年 - 宮本武三郎 ※松竹京都・エノケンプロダクション提携作品

フリーランス
- シミキンの無敵競輪王 1950年※東宝
- 目下恋愛中 1951年 - 次男・二郎 ※東宝
- 拳銃地獄 1951年 - サブ ※東映
- 続チャッカリ夫人とウッカリ夫人 底抜けアベック三段とび 1952年 - オレンジ会社社長 ※新東宝
- 決戦高田の馬場 1952年 - カゴヤのトン平 ※東映
- 拾った人生 1952年 - 新井敬吉 ※製作新理研映画・配給新東宝
- 珍説忠臣蔵 1953年 - 清水一角 ※新東宝
- 歌う女剣劇 1953年 - 水田 ※大映東京
- 初笑い寛永御前試合 1953年 - 宮本無三四 ※新東宝
- 娘十六ジャズ祭 1954年 - ユサブリの鉄 ※新東宝
- 花祭底抜け千一夜 1954年 - 牧 ※新東宝
- 落語長屋は花ざかり 1954年 - 物売り ※東宝
- ジャズ・オン・パレード1954年 東京シンデレラ娘 1954年 - 与太者 ※新東宝
- 夏祭り落語長屋 1954年 - 文吉 ※東宝
- 弥次喜多 第一部 東海道の巻 1954年 - 喜多八 ※東映東京撮影所作品
- 弥次喜多 第二部 高野山の巻 1954年 - 喜多八 ※東映東京撮影所作品
- 弥次喜多 第三部 木曽街道の巻 1954年 - 喜多八 ※東映東京撮影所作品
- 怪猫腰抜け大騒動 1954年 - せっかちの熊 ※東映東京撮影所作品
- 浮かれ狐千本桜 1954年 - 亀井六郎 ※新東宝
- 爆笑青春列車 1955年 - 野々宮の乾分 ※新東宝
- 水戸黄門漫遊記 火牛坂の悪鬼 1955年 - 坂東彦八 ※東映
- 夕焼童子 第一部 出羽の小天狗 1955年 - 岩井金六
- 夕焼童子 第二部 暁の槍騎隊 1955年 - 岩井金六 ※東映京都撮影所作品
- 竜巻三四郎 1956年 - 西村三郎 ※東映
- 大当り狸御殿 1958年 - 蟇三 ※宝塚映画作品
- 新日本珍道中 西日本の巻 1958年 ※新東宝
- ワンマン今昔物語 1959年 - 株屋 ※製作富士映画・配給新東宝
- 底抜け三平 危険大歓迎 1961年 - 黒川 ※新東宝
- 喜劇 にっぽんのお婆あちゃん 1962年 - 迷コック ※松竹

## 関連事項
- 浅草オペラ
- 浅草公園六区
- 堺駿二
- 日本における検閲